# Enzymologie
En biochimie, l'enzymologie est l'étude des enzymes. On peut distinguer deux grands axes 
- l'étude des réactions enzymatiques, comprenant la cinétique réactionnelle : la Cinétique enzymatique,
- l'étude des relations structures/fonctions des enzymes.

La nomenclature EC permet de classer les enzymes selon la réaction catalysée.

## Analyses cinétiques
Comme tout catalyseur, les enzymes accélèrent les réactions chimiques en en abaissant l'énergie d'activation. 
Le mécanisme enzymatique inféré à partir des études cinétiques permet de différencier plusieurs types de catalyse. Outre la simple réaction d'isomérisation qui ne comporte qu'un seul substrat, la principale distinction provient de l'ordre avec lequel les substrats se combinent au sein de l'enzyme, puis l'ordre avec lequel les produits sont relargués dans le milieu.
L'équation de Michaelis-Menten développée en 1913 permet de rendre compte du comportement cinétique de plusieurs réactions enzymatiques. Cette loi de vitesse est du premier ordre, celle d'une réaction d'isomérisation, malgré la présence de deux substrats. Le modèle déduit de cette observation est la création d'un complexe enzyme-substrat comme première étape cinétiquement limitante de la catalyse précédent l'acte de catalyse. Cette théorie, déjà développée en partie par Victor Henri en 1903.

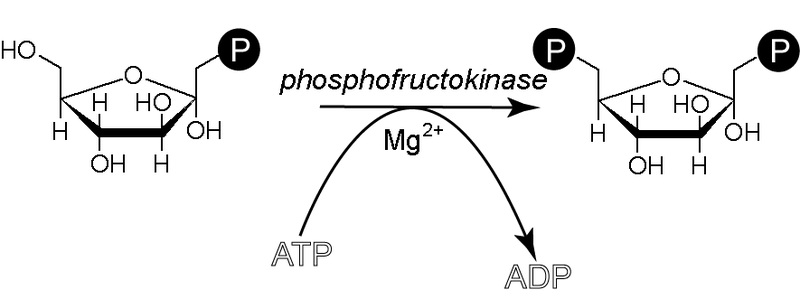
Bilan de l'étape catalysée par la PFK1. Le détail des étapes de la catalyse n’apparaît pas dans ce bilan. L'enzyme agit comme une boite noire.

Si l'enzyme nécessite la liaison de deux substrat (S1 et S2) avant l'étape de catalyse, on pourra distinguer le mécanisme séquentiel, ordonné - S1 puis S2 - ou aléatoire - S1 ou S2 puis S2 ou S1, ou de type ping pong - S1 se lie est transformé en P1 (produit) ce qui permet à S2 de se lier. D'autres enzymes plus complexes ont des lois de vitesses de type allostériques, où la liaison d'un ligand change l'affinité de liaison des autres et où des effecteurs allostérique modulent la vitesse de catalyse. Ce type de catalyse est très souvent retrouvé comme étape de contrôle d'une voie métabolique. Par exemple, la phosphorylation du fructose 6-phosphate en fructose-1,6-bisphosphate par la phosphofructokinase-1 (PFK1) est une étape de contrôle de la glycolyse et est une enzyme allostérique.

## Relations structures-fonction
Tout l'enjeu des études structurelles des enzymes est de comprendre la manière dont la protéine enzymatique catalyse la réaction. Comment le repliement des protéines parvient à amener les substrats en contact les uns des autres au niveau du site actif de l'enzyme et comment l'enzyme s'y prend pour abaisser l'énergie d'activation de la réaction afin de la rendre compatible avec les conditions de la vie. S'il existe des traits communs entre les enzymes, les études ont montré une complexité non encore entièrement élucidée. Chaque enzyme présente des caractéristiques qui lui sont propres et qu'il est pour l'instant impossible de prédire a priori. 

### Méthodes en enzymologie
Les méthodes en enzymologie sont celles de la biochimie et se confondent avec celle-ci : purification des protéines et acides nucléiques, 